# 일본사회당 (1906년)
일본사회당(일본어: 日本社會黨 니혼샤카이토우[*])은 메이지 시대의 정당 중 하나다. 일본 최초의 합법노선 사회주의 정당(무산정당)이다.
1906년 2월 니시카와 코지로 등이 "일본평민당" 창당을 인정받은 데 이어, 사카이 토시히코 등을 중심으로 "일본사회당"이 결성되었다. 그 전 달에 발족된 사이온지 내각에서 사회주의 대책이 변화했다고 판단한 양당은 1906년 2월 24일 도쿄 쿄바시구의 평민병원에서 제1회 당대회를 열고 양당을 합병, "일본사회당"을 결성했다. 창당대회 참가자는 35명, 당원은 200명도 되지 않았으며, 그 중 근대적인 공장의 노동자도 거의 없었지만 당 활동만은 활발했다. 일본사회당은 사회민주당과 평민사의 의회주의 노선을 계승하여 당규 제1조를 “본당은 국법의 범위내에서 사회주의를 주장한다”고 했다. 기관지는 창당 전부터 존재했던 『빛』(光)과 『평민신문』, 그리고 코토쿠 슈스이가 1907년 1월 15일 창간한 『일간평민신문』이었다.
창당 직후부터 도쿄시전 인상 반대운동 등 적극적으로 대중운동을 전개했다. 하지만 미국에서 아나르코생디칼리슴 영향을 받은 코토쿠가 귀국하면서 총파업에 의한 "직접행동론"을 당내에서 제기, 이에 반대하여 노동자 보통선거 운동을 주장한 타조에 테츠지 등이 "의회정책론"을 주장하면서 양자의 대립이 심해졌다. 1907년 2월 5일 코토쿠는 자신이 간행하는 『일간평민신문』에서 「나의 사상의 변화」를 발표하여 직접행동론을 주장하고 같은 달 14일 타조에는 「의회정책론」을 저술하여 이를 반박했다. 3일 후인 17일 열린 제2차 당대회에서 직접행동파와 의회정책파의 대립이 벌어지고, 당규 제1조를 “사회주의의 실행을 목적으로 한다”로 개정했다. 1907년 2월 내무대신 하라 다카시가 치안경찰법 적용에 의한 결사 금지를 명령함에 따라 해산되었다.